# Кленик (община Лития)
Вижте пояснителната страница за други значения на Кленик.
Кленик (на словенски: Klenik) е село в Словения, регион Средна Словения, община Лития. Според Националната статистическа служба на Република Словения през 2015 г. селото има 59 жители.